# Josep Barbey i Prats
Josep Barbey i Prats (Barcelona 1894 - Barcelona 1945) va ser un advocat, economista i polític català.

## Biografia
Es doctorà en dret a la Universitat de Barcelona i va treballar com a passant de Jaume Bofill i Mates. Fou escollit regidor de l'Ajuntament de Barcelona per la Lliga Regionalista a les eleccions municipals de 1920. De fina sensibilitat artística, va reunir una excel·lent col·lecció de pintura catalana moderna i va presidir la Comissió de Cultura de l'Ajuntament de Barcelona encarregada de construir grups escolars. Com a president de la junta municipal d'exposicions d'art organitzà les exposicions de pintura catalana a Lisboa, amb la col·laboració de Joan Estelrich (1920), i a Amsterdam, en col·laboració amb Feliu Elias (1922).
El 1922 participà en la constitució d'Acció Catalana. Membre de la junta del Col·legi d'Advocats de Barcelona, el 1926 fou desterrat a Barbastre per la dictadura de Primo de Rivera. Amb el seu germà Juli Barbey va fundar la "Cía de Industrias Agrícolas". El 1930 fou membre del consell directiu d'Acció Catalana i vicepresident de l'Ateneu Popular d'aquest partit. També fou soci de l'Ateneu Barcelonès i de la Societat Econòmica Barcelonesa d'Amics del País.
Va arribar a ser sotssecretari d'Economia del primer govern de la Segona República Espanyola (1931-1939), essent ministre d'Economia Lluís Nicolau d'Olwer. Ells dos, juntament amb Ferran Cuito i Canals i Manuel Reventós i Bordoy eren coneguts com "els Quatre d'Infanteria".
Després es va integrar en el Partit Catalanista Republicà. Contribuí econòmicament en la fundació de La Publicitat i dirigí durant molt de temps la seva plana d'Economia i Finances. A la seva mort deixà una gran col·lecció de pintura. El seu enterrament el 29 d'octubre de 1945 fou una manifestació de resistència pacífica.